# 凱科山 (拉孔本西翁省)
13°14′57″S 72°54′33″W / 13.24917°S 72.90917°W
凱科山（Cayco），是秘魯的山峰，位於該國東南部庫斯科大區，由拉孔本西翁省負責管轄，屬於維爾卡潘帕山脈的一部分，海拔高度5,108米。